# Paul W. Fairman
Pour les articles homonymes, voir Fairman.
Paul Warren Fairman, né le 22 août 1916 dans le Missouri et mort en octobre 1977, est un écrivain américain de roman policier, science-fiction, western, roman érotique, soap opera, utilisant plusieurs pseudonymes.

## Biographie
Dès la fin des années 1940, il publie de nombreuses nouvelles, notamment dans Mammoth détective, Black Mask, Amazing Stories. En 1952, il dirige la revue de science-fiction If pour quatre numéros avant de rejoindre les éditions Ziff Davis comme directeur des revues Amazing Stories et Fantastic, puis de créer un autre magazine Dream World qui ne dépasse pas trois numéros.
Il publie de nombreux romans dans plusieurs genres : policier avec L’Échelle de verre (The Glass Ladder) et Une mignonne dans le filet (To Catch a Crooked Girl), érotique, soap opera signé Paulette Warren, western avec The Heiress of Copper Butte, science-fiction pour le plus grand nombre de ses romans. Il effectue également des novélisations de séries télévisées ou de films comme Sherlock Holmes contre Jack l'Éventreur, novélisation signée du nom-maison Ellery Queen.

## Œuvre

### Romans signés Paul W. Fairman
- The Glass Ladder, 1950
  - L’Échelle de verre, Série noire no 1242, 1968
- Invasion From the Deep, 1951
- The Heiress of Copper Butte, 1951
- Ten From Infinity, 1963
- The World Grabbers 1964
- City Under the Sea 1965
- The Forgetful Robot, 1968
- I, the Machine, 1968
- The Doomsday Exhibit, 1971
- To Catch a Crooked Girl, 1971
  - Une mignonne dans le filet, Série noire no 1471, 1972
- Smile When You Say That, 1971
- The Diabolist, 1972
- The Girl With Something Extra, 1973

### Roman signé en collaboration avecLester del Rey
- The Runaway Robot, 1965

### Romans signés Ivar Jorgensen
- Rest in Agony, 1963
- Whom the Gods Would Slay, 1968
- The Deadly Sky, 1971

### Roman signé du nom-maison Ellery Queen
- A Study in Terror, 1966
  - Sherlock Holmes contre Jack l'Éventreur, éditions Stock, 1968 ; réédition, J'ai lu no 2607, 1989 ; réédition dans Quinze enquêtes, éditions Omnibus, 1993

### Nouvelles signées Paul W. Fairman
- Late Rain, février 1947
- The Body of Madelon Spain, août 1947
- Hallowed Be the Name,  août 1947
- No Hero Stuff, septembre 1947
- The Guns of God, novembre 1947
- Bullets for Breakfast, février 1948
- Big Time Operator, juillet 1948
  - L’Homme de poids, dans le recueil Les Durs à cuire II, Série noire no 1747, 1979
- The Lady and the Lynch Mob, août 1948
- The Hills Cried Murder, 1948
  - Les collines criaient au meurtre, Mystère magazine no 203, décembre 1964
- Nesters Die Hard, novembre 1948
- Dead Man’s Gold, décembre 1948
- The Memoirs of John Shevlin - The West’s Greatest Detective: The Case of the O’Henry Ending, décembre 1949
- Devil on the Mountain, 1949
- Panther, Panther in the Night, 1949
  - Une panthère dans l’ombre, Alfred Hitchcock magazine no 37, mai 1964, réédition dans le recueil Histoires à claquer des dents, Pocket no 1822, 1982,  réédition dans le même recueil no 4438, 1995, réédition dans le même recueil Bibliothèque verte no 401, 1996
- The Broken Doll, juillet 1950
- No Teeth for the Tiger, février 1950
- Never Trust a Martian !, janvier 1951
- Invasion from the Deep, 1951
- Witness for the Defense, 1951
- The Man with the Clutching Hand, 1951
- The Terrible Puppets, 1951
- The Man who Stopped at Nothing, 1951
- Proud Asteroid, 1951
- Deadly Cargo, décembre 1951
- The Secret of Gallows Hill, 1952
- A Child Is Missing, 1952
- Brothers Beyond the Void, 1952
- Strange Blood, 1952
- The Dog with the Weird Tale, 1952
- The Jack of Planets, 1952
- Let's Have a Little Reverence, 1952
- Someday They'll Give Us Guns, 1952
- The Woman in Skin 13, 1952
- The Third Ear, 1952
- The Girl Who Loved Death, 1952
- Deadly City, 1953
- The Cosmic Frame, 1955
- Beyond the Black Horizon, 1955
- The Smashers, 1955
- One Man to Kill, 1955
- This Is my Son, 1955
- 'The Man in the Ice Box, 1955
- All Walls Were Mist, 1955
- The Beasts of the Void, 1956
- Black Blockade, 1956
- Secret of the Martians, 1956
- The Treasure is Mine !, 1956
- The Beasts in the Void, 1956
- Dalrymple's Equation, 1956
- Jason and the Maker, 1956
- Traitor's Choice, 1956
- I'll Think You Dead !, 1956
- The Body Hunters, 1959
- The World Burners, 1959
- Give Me My Body !, 1959
- A Great Night in the Heavens, 1959
- Wally, the Watchful Eye, 1960
  - Wally, le dégourdi, Mystère magazine no 226, novembre 1966
- Syndicate Bait, 1963
  - Cible vivante, Le Saint détective magazine no 103, septembre 1963
- Culture for the Planets, 1968
- Not Born to Greatness, 1968
- Delenda Est Carthago,1968
- Interlude in the Desert, 1968
- Robots Should Stick Together, 1968
- 'The Pit, 1968
- The Minefield, 1968
- Mastermind of Zark, 1968
- Phantoms of Zark, 1968
- The Brown Package, 1968
- Long Hop, 1968
- The Gallant Lady, 1968
- The Space Museum, 1968
- Those Remarkable Ravencrafts, 1968
- Lost in a Junkyard, 1968

### Nouvelles signées Ivar Jorgensen
- Whom the Gods Would Slay, 1951
- The Missing Symbol, 1952
- Rest in Agony, 1952

### Nouvelle signée Clee Garson
- Nine Worlds West, 1951

### Nouvelle signée Robert Eggert Lee
- Side Road to Glory, 1953

### Essais
- They Write . . ., 1952
- A New Kind of Fiction, 1957
- Of Men and Dreams, 1957
- It Began With a Letter from the Russians, 1958
- Jehovah's Witnesses Aren't Science Fiction, 1958

## Filmographie
- 1952 : Some Day They'll Give Us Guns, épisode de la série télévisée The Unexpected réalisé par Sobey Martin
- 1954 : Objectif Terre (Target Earth), réalisé par Sherman A. Rose
- 1957 : Invasion of the Saucer Men, adaptation de la nouvelle The Cosmic Frame réalisée par Edward L. Cahn
- 1960 : People Are Alike All Over, épisode de la saison 1 de la série télévisée La Quatrième Dimension réalisé par Mitchell Leisen
- 1965 : The Eye Creatures (en), film TV, adaptation de la nouvelle The Cosmic Frame réalisée par Larry Buchanan

## Sources
- Claude Mesplède (dir.), Dictionnaire des littératures policières, vol. 1 : A - I, Nantes, Joseph K, coll. « Temps noir », 2007, 1054 p. (ISBN 978-2-910686-44-4, OCLC 315873251), p. 698.
- Claude Mesplède, Les années "Série noire" : bibliographie critique d'une collection policière, vol. 3 : 1966-1972, Amiens, Editions Encrage, coll. « Travaux / 22 », 1994, 4 p. (ISBN 978-2-906389-53-3).
- Claude Mesplède, Les années "Série noire" bibliographie critique d'une collection policière, t. 4 : 1972-1982, Amiens, Encrage, coll. « Travaux » (no 25), 1995, 318 p. (ISBN 978-2-906389-63-2).
- Claude Mesplède et Jean-Jacques Schleret, SN, voyage au bout de la Noire : inventaire de 732 auteurs et de leurs œuvres publiés en séries Noire et Blème : suivi d'une filmographie complète, Paris, Futuropolis, 1982, 476 p. (OCLC 11972030), p. 130.